# Ђоко Слијепчевић
Ђоко Слијепчевић (Самобор, Гацко, 7. септембар 1907 — Келн, 16. јануар 1993)  био је српски историчар.

## Биографија
Започео је школовање у Никшићу. Од 1921—1925 похађао је гимназију у Гацком, 1930. је завршио Богословију у Призрену. Године 1934. је дипломирао на Богословском факултету у Београду, а 1936. одбранио докторску дисертацију Стефан Стратимировић митрополит карловачки као поглавар цркве, просветни и национално-политички радник. У 1937. је слушао предавања о црквеној историји код Ханса Лицмена и Ериха Зееберга. Године 1938. бива постављен за доцента на Катедри за црквену историју Богословског факултета у Београду.
Слијепчевић је био присталица Збора Димитрије Љотића. За време Другог светског рата писао је пропаганду усмерену против Савезника и био је сарадник Ратка Парежанина у Васпитном одсеку при штабу Српског добровољачког корпуса. Током Другог светског рата је прикупљао грађу о усташком геноциду над Србима у Независној Држави Хрватској.
Побегао је из Србије пред Црвеном армијом и партизанима у Словенију. Крајем рата је напустио Југославију. Извесно време провео је у затвореничким логорима у Италији и Немачкој, из којих бива ослобођен 1948. године.
После рата боравио је у Берну на старокатоличком Богословском факултету, прикупљајући грађу за историју Српске цркве. Године 1954. је прешао у Минхен на Институт за југоисточну Европу као референт за Албанију и Бугарску. Умро је 1993. у Келну, а сахрањен је на српском гробљу у Оснабрику.

## Одабрана дела
Слијепчевић је објавио низ радова о Српској националној и црквеној историји, од којих се посебно истиче тротомна „Историја српске православне цркве“. Објављивао је и чланке у часописима Богословље, Братство, Светосавље, Хришћанска мисао, Пут и (у емиграцији) Искра.
- Слијепчевић, Ђоко М. (1933). „Пајсије, архиепископ пећски и патријарх српски као јерарх и књижевни радник” (PDF). Богословље. 8 (2): 123—144.[мртва веза]
- Слијепчевић, Ђоко М. (1933). „Пајсије, архиепископ пећски и патријарх српски као јерарх и књижевни радник” (PDF). Богословље. 8 (3): 241—283. Архивирано из оригинала (PDF) 03. 05. 2019. г. Приступљено 03. 05. 2019.
- Слијепчевић, Ђоко М. (1938). „Укидање Пећке патријаршије 1766” (PDF). Богословље. 13 (3-4): 250—307. Архивирано из оригинала (PDF) 03. 05. 2019. г. Приступљено 03. 05. 2019.
- Слијепчевић, Ђоко М. (1939). „Хумско-херцеговачка епархија и епископи (митрополити) од 1219 до краја XIX века” (PDF). Богословље. 14 (3-4): 239—294. Архивирано из оригинала (PDF) 23. 11. 2021. г. Приступљено 03. 05. 2019.
- Слијепчевић, Ђоко М. (1940). „Хумско-херцеговачка епархија и епископи (митрополити) од 1219 до краја XIX века” (PDF). Богословље. 15 (1): 28—43. Архивирано из оригинала (PDF) 03. 05. 2019. г. Приступљено 03. 05. 2019.
- Slijepčević, Đoko M. (1958). The Macedonian Question: The Struggle for Southern Serbia. Chicago: The American Institute for Balkan Affairs.
- Слијепчевић, Ђоко М. (1959). Питање Македонске православне цркве у Југославији. Минхен.
- Слијепчевић, Ђоко М. (1962). Историја Српске православне цркве. књ. 1. Минхен: Искра.
- Слијепчевић, Ђоко М. (1966). Историја Српске православне цркве. књ. 2. Минхен: Искра.
- Слијепчевић, Ђоко М. (1986). Историја Српске православне цркве. књ. 3. Келн: Искра.
- Слијепчевић, Ђоко М. (1969). Македонско црквено питање. Минхен: Искра.
- Слијепчевић, Ђоко М. (1974). Српско-арбанашки односи кроз векове са посебним освртом на новије време (1 изд.). Минхен: Искра.
- Слијепчевић, Ђоко М. (1983). Српско-арбанашки односи кроз векове са посебним освртом на новије време (2 изд.). Химелстир: Искра.
- Slijepčević, Đoko M. (1978). Jugoslavija uoči i za vreme Drugog svetskog rata. Minhen: Iskra.
- Слијепчевић, Ђоко М. (1980). Михаило, архиепископ београдски и митрополит Србије. Минхен: Искра.
- Исихазам код јужних Словена (необјављен рукопис на немачком језику).
- Конфесионалне супротности на Балкану у 19. веку (необјављен рукопис на немачком језику).